# Peine d'amour (film)
Pour les articles homonymes, voir Amour (homonymie).
Peine d'amour est un court métrage français réalisé par Henri Fescourt en 1914.

## Fiche technique
- Titre : Peine d'amour
- Réalisation : Henri Fescourt
- Production et distribution : Gaumont
- Scénario : d'après le roman de Pierre Sales
- Format : noir et blanc — film muet - 35 mm (négatif & positif) - 1,33
- Genre : romance
- Date de sortie :  France : 26 juillet 1914

## Distribution
- André Luguet : Roger
- Maud Richard : Mademoiselle de Velars
- Luitz-Morat : le frère
- Henri Maillard : Monsieur de Velars
- Gabrielle Fleury : Madame Reynault
- Thérèse Soria : Hélène